# 孔塔米纳
孔塔米纳，是西班牙阿拉贡自治区萨拉戈萨省的一个市镇。 总面积14平方公里，总人口52人（2001年），人口密度4人/平方公里。